# Златни отац и Мајка зоре (мађарска митологија)
Златни отац и Мајка зоре (мађ. Arany Atya és Hajnal Anyácska) су главни бог и главна богиња у мађарској митологији. 
Нема још нигде земље, него у неизмерним висинама, горе у својој златној кући, седи велики отац небески на свом златном престолу. Он је древни, седокоси и белобради Бог вечности. Његове црне хаљине красе хиљаде светлуцавих звезда. Уз њега је његова супруга, Велика Небеска Мајка, чије беле хаљине такође сијају хиљадама звезда. Она представља древну супстанцу из које је све створено. Заједно су постојали од безвремености и остаће кроз сву вечност која долази.
Мајка зоре („Hajnal Anyácska“), лунарна богиња прехришћанске Мађарске, мајка бога рата мајка Хадура, краља Сунца и краља кише и ветрова. Њена супруг био је Златни отац, (Arany Atya), седокоси бог вечности. Мајка зоре је владала звездама, Млечним путем, планинама, универзумом и Аурором бореалис. Она је мање-више иста као Еос/Аурора, сексуално агресивна богиња зоре Грка и Римљана, и литванска Аушра (Зора) звана Аушрине (Јутарња звезда). 
Не постоји древна литература која би детаљно обрадила мађарске митове, па се модерно васкрсавање аутохтоне вере ослања на монголски тенгризам и друге не-мађарске изворе који су прихватљиви за нове форме религије, али не откривају мађарски прехришћански пантеон какав је некада био познат. У процесу реконструкције, мађарска „прото-индоевропска“ богиња зоре, узимајући за узор Еос, такође се повезује са Ушас из Ригведе, која сваког јутра долази у сјајним колима вученим са седам крава (или понекад коња), протерујући ноћне демоне и доносећи живот и мудрост. 
Улога Мајке зоре као лунарне богиње и њена повезаност са другим божанствима наглашава њен значај у обликовању мађарског погледа на свет

## Одломак из „Мађарског мита о стварању”
То су они који обликују универзум, порекло свега што видимо и знамо. Замишљам их као планине које се дижу у даљини, стапајући се у небеса, аурора бореалис и саме звезде. Ова два су апстрактнија од осталих божанстава јер делују на више пантеистички начин, посебно ако се дескриптор „древни материјал од којег је све направљено“ схвати дословно. Ако све направе, онда су свуда, а ако су вечни, онда су увек свуда. Дакле, заиста не постоји дискретно божанство на које се позива, осим симболичких наслова и дескриптора који се помињу у одломку. Стога сматрам да су ова божанства изван нашег света, безлична и да нису у контакту са нама на начин на који смо ми у контакту са другим бићима. На неки начин би се контакт са било ким и било чим другим могао сматрати и контактом са Њима, али у сваком случају то је апстрактни екстрем, а не нешто у средини спектра контаката што дефинише већину наших односа.